# 恋愛怪談サヨコさん
『恋愛怪談サヨコさん』（れんあいかいだんサヨコさん）は、関﨑俊三による日本の漫画。『ヤングアニマル』（白泉社）にて2009年22号より偶数号掲載で連載が開始され、2014年10号まで掲載。以後は、同社の『ヤングアニマルDensi』に移籍し、2014年7月11日から2015年9月11日まで配信され、単行本は第8巻まで刊行された。

## あらすじ
若干空回りしながらも一生懸命に生きている貧乏大学生・稲葉くんに一目ボレした和風少女・カシマサヨコさん。しかし、彼女は800体の霊が憑いている特殊な体質の持ち主であった。

## 主な登場人物
カシマサヨコ
不思議な和風少女。優しい心と強い霊能力の持ち主で、地縛霊などを自分に取り憑かせることで土地の縛りから解放しているが、除霊や成仏させる能力は無いので800体以上もの霊を引き連れる大所帯を引き連れることに。さらにはその霊達の影響で周囲に霊障を撒き散らしてしまうため、他人と深く接すること無く孤独に生きていた。
自分からの霊障を受けない稲葉くんに好意を持つようになり、彼のアパートの隣りに引っ越してくる。
稲葉田（いなばでん）
バイトに励み、安アパート・あさひ荘で一人暮らし中の大学1年生。
霊障などを全く寄せ付けない不思議な能力の持ち主。サヨコさんにとっては初めて出会った自分と普通に接することのできる相手であり、彼女から好意を寄せられる。
パンダ君（パンダくん）
パンダの着ぐるみ姿の霊。猛暑の夏に、中華屋の客引き中に熱中症で死んで以来、店舗から土地の縛りで動けなくなっていた。サヨコさんによってその場所から引き離してもらってからは、彼女に憑く800体の大所帯の霊達の1人に。
うたかたさん
サヨコさんに憑いている霊の1人。生前は霊感占い師だった。 そのためか、サヨコさんを諭す言動が多い。
虚無僧様
空腹で行き倒れているところをサヨコさんに助けられた僧侶。その後も登場する度に食い逃げなど食べ物関連のトラブルを起こしている。
しかし僧侶としての実力・知識は本物で、サヨコさんや稲葉くんが関わったトラブルに対して的確なフォローを施す頼れる人物。
美月（みつき）
稲葉くんの住む、あさひ荘の大家の孫娘である小学生。稲葉くんになついている。
王珠蓮（おうしゅうれん）
いんちき占い師。お付きの男2人をよく従えている。稲葉くんを騙そうと近づく。
小山田健太（おやまだけんた）
稲葉くんの通う大学の卓球研究会（ゆるサー）の代表。サヨコさんに一目ボレ。
峰沙織（みねさおり）
卓球研究会の先輩。霊感がややある。率直なようで優柔不断な一面も。
野乃みずき（ののみずき）
卓球研究会の先輩。峰とは対照的に霊感を信じない、クールな理系。
太田慎介（おおたしんすけ）
卓球研究会の先輩。名前の通り太っている。
細川通（おほそかわとおる）
卓球研究会の先輩。名前の通り細い。

## 単行本
- 関﨑俊三 『恋愛怪談サヨコさん』 白泉社〈ジェッツコミックス〉、全8巻
  1. 2010年9月29日発売 ISBN 978-4-592-14741-1
  2. 2011年4月28日発売 ISBN 978-4-592-14742-8
  3. 2011年11月29日発売 ISBN 978-4-592-14743-5
  4. 2012年7月27日発売 ISBN 978-4-592-14744-2
  5. 2013年4月26日発売 ISBN 978-4-592-14745-9
  6. 2014年3月28日発売 ISBN 978-4-592-14746-6
  7. 2015年2月27日発売 ISBN 978-4-592-14747-3
  8. 2015年12月25日発売 ISBN 978-4-592-14748-0